# SummerSlam (2022)
SummerSlam 2022 fue un evento de pago por visión y de WWE Network de lucha libre profesional producido por la WWE para sus divisiones de marca Raw y SmackDown, que se celebró el 30 de julio de 2022 en el Nissan Stadium de Nashville, Tennessee. Fue el trigésimo quinto evento bajo la cronología de SummerSlam, nuevamente se celebró un día sábado (tal como la edición del año anterior), pero fue el primer evento de dicha cronología que se realizó en julio, y primera vez que se realizó de forma tan temprana en un año calendario. El evento reemplazó el logo anterior de SummerSlam, que se usó por los últimos 10 años. Fue el primer SummerSlam que se celebró en el estado de Tennessee y el primer SummerSlam y evento de pago por visión sin Vince McMahon como CEO y presidente de la WWE tras su renuncia el 22 de julio de 2022, una semana antes del evento.

## Producción
SummerSlam es un evento de pago por visión y de WWE Network que la WWE celebraba anualmente en agosto desde 1988, siendo en 2022 la primera vez que se celebrará durante el mes de julio. Apodado "La Mayor Fiesta del Verano", es uno de los cuatro pago por visión originales de la promoción, junto con WrestleMania, Royal Rumble y Survivor Series, conocidos como los "Cuatro Grandes", ya que son los mayores espectáculos del año de la promoción producidos trimestralmente; desde agosto de 2021, se considera como uno de los "Cinco Grandes", junto a Money in the Bank. Se considera el segundo evento más importante del año de la WWE, por detrás de WrestleMania. El evento de 2022 será el número 35 de la cronología de SummerSlam y contará con luchadores de las marcas Raw y SmackDown.  Además de transmitirse vía Pay per view, estará disponible por Peacock para territorio estadounidense y WWE Network para el resto del mundo. Esta programado para celebrarse el sábado 30 de julio de 2022, desde el Nissan Stadium de Nashville, Tennessee. También será el primer Summerslam que tendrá un nuevo logo, tras ser reemplazado el anterior, el cual fue utilizado por los últimos 15 años. Los boletos salieron a la venta el 22 de abril, con paquetes de hospitalidad prémium también disponibles.

## Antecedentes
En WrestleMania 38, el Campeón Universal de la WWE y luchador de SmackDown, Roman Reigns, derrotó al Campeón de la WWE y luchador de Raw, Brock Lesnar, en un Winner Takes All match, unificando ambos títulos para formar el Campeonato Universal Indiscutible de la WWE. En el episodio del 17 de junio de SmackDown, Reigns tuvo su primera defensa titular enfrentando a Riddle, quien semanas antes había derrotado a Sami Zayn para ser el retador #1. Después de que Reigns lograra derrotar a Riddle para retener los campeonatos, Lesnar hizo un regreso sorpresa y le ofreció un apretón de manos a Reigns, pero antes de que pudiera darle la mano, terminó atacando a él y a The Usos (Jey Uso y Jimmy Uso), con una F-5 para cada uno. Posteriormente se anunció que Reigns defendería el Campeonato Universal Indiscutible de la WWE contra Lesnar, en un Last Man Standing match en SummerSlam.
En el episodio del 17 de junio de SmackDown, Happy Corbin y Madcap Moss se enfrentaron en un Last Laugh match donde Corbin perdió, poniendo así fin a su enemistad. Después de esa derrota, Corbin confrontó al comentarista Pat McAfee, diciéndole que cuidara su forma de hablar de él. McAfee luego tomó el micrófono e instó a los fanáticos a reírse de Corbin por sus derrotas, retándolo a un combate en SummerSlam. El 2 de julio, después de que Money in the Bank saliera del aire, Corbin atacó a McAfee desde el área de público y aceptó su desafío para SummerSlam.
En Money in the Bank, Bobby Lashley derrotó a Theory para ganar el Campeonato de los Estados Unidos. En esa misma noche, Theory ganó la batalla masculina de Money in The Bank. La noche siguiente en Raw, Theory anunció que se le concedió una revancha contra Lashley, por el campeonato en SummerSlam.
En Money in The Bank, The Usos (Jey Uso y Jimmy Uso) derrotaron a The Street Profits (Angelo Dawkins y Montez Ford) para retener el Campeonato Indiscutible en Parejas de la WWE. Después del combate, las imágenes repetidas del conteo del árbitro, mostraron que uno de los hombros de Ford estaba fuera de la lona, por lo que no debería haberse contado. Posteriormente se programó una revancha titular para SummerSlam, con un árbitro invitado especial a confirmarse. Días después, en un capítulo de "SmackDown", The Street Profits derrotaron a The Usos en una lucha no titular y al igual que en Money in The Bank, en esta oportunidad, las imágenes repetidas del conteo del árbitro Charles Robinson mostraron que el hombro de Jimmy estaba fuera de la lona, por lo que no debería haberse contado. Tras ello, Adam Pearce anunció que el árbitro invitado especial del combate por los títulos en SummerSlam sería el miembro del Salón de la Fama de la WWE Jeff Jarrett.
En Money in the Bank, Liv Morgan ganó el combate femenino de escaleras de Money in the Bank, adjudicándose un contrato para un combate por el campeonato femenino de su elección en cualquier momento. Más tarde, esa misma noche, después de que Ronda Rousey retuviera el Campeonato Femenino de SmackDown derrotando a Natalya, Morgan hizo su entrada y usó el contrato para sacar provecho a una exhausta Rousey y ganar el primer campeonato de su carrera. En el siguiente SmackDown, se anunció que Morgan defendería el título en una revancha contra Rousey en SummerSlam.
En la edición del 18 de julio de Raw, Becky Lynch anunció que recibió una oportunidad por el Campeonato Femenino de Raw contra quien saliera ganadora de la lucha entre la campeona Bianca Belair y Carmella. Finalmente, fue Belair quien se impuso.
En la misma edición de Raw del 18 de julio se pactó una lucha entre Seth "Freakin" Rollins y Riddle. Pero el 27 de julio, la WWE publicó un comunicado donde se anunciaba una lesión por parte de Riddle, tras ser atacado por Rollins en Raw del 25 de julio, por lo que la lucha fue suspendida.

## Resultados
- Bianca Belair derrotó a Becky Lynch y retuvo el Campeonato Femenino de Raw (15:10).[16]
  - Belair cubrió a Lynch después de un «KOD».
  - Después de la lucha, ambas se dieron la mano en señal de respeto.
  - Después de la lucha, Bayley, Dakota Kai & Iyo Sky confrontaron a Belair, pero fueron detenidas por Lynch.
  - Este fue el regreso de Bayley a la WWE tras una lesión que la mantuvo medio año inactiva.
- Logan Paul derrotó a The Miz (con Maryse y Ciampa) (14:15).[17]
  - Paul cubrió a The Miz después de un «Skull Crushing Finale».
  - Durante la lucha, Maryse y Ciampa interfirieron a favor de The Miz, mientras que AJ Styles lo hizo a favor de Paul.
- Bobby Lashley derrotó a Theory y retuvo el Campeonato de los Estados Unidos (4:55).[18]
  - Lashley forzó a Theory a rendirse con un «Hurt Lock».
  - Antes de la lucha, Theory atacó a Lashley con el maletín.
  - El contrato de Money in the Bank de Theory no estuvo en juego.
- The Mysterios (Rey Mysterio & Dominik Mysterio) derrotó a The Judgment Day (Finn Bálor & Damian Priest) (con Rhea Ripley) en un No Disqualification Match (11:05).[19]
  - Rey cubrió a Bálor después de un «619» seguido de un «West Coast Pop».
  - Durante la lucha, Ripley interfirió a favor de The Judgment Day, mientras que Edge hizo su regreso, interfiriendo a favor de The Mysterios.
- Pat McAfee derrotó a Happy Corbin (10:40).[20]
  - McAfee cubrió a Corbin después de un «Code Red» desde la tercera cuerda.
- Liv Morgan derrotó a Ronda Rousey y retuvo el Campeonato Femenino de SmackDown (4:35).[21]
  - Morgan cubrió a Rousey después de revertir un «Armbar», dejándola con la espalda plana en el ring.
  - Después de la lucha, Rousey atacó a Morgan y al árbitro reclamando que Morgan se había rendido antes de la cuenta.
- The Usos (Jey Uso & Jimmy Uso) derrotó a The Street Profits (Angelo Dawkins & Montez Ford) (con Jeff Jarrett como árbitro invitado especial) y retuvieron el Campeonato Indiscutible en Parejas de la WWE (13:25).[22]
  - Jimmy cubrió a Dawkins después de un «1-D».
  - Después de la lucha, Riddle y Seth "Freakin" Rollins se atacaron mutuamente.
- Roman Reigns (con Paul Heyman) derrotó a Brock Lesnar en un Last Man Standing Match y retuvo el Campeonato Universal Indiscutible de la WWE (23:00).[23]
  - Reigns ganó la lucha tras golpear a Lesnar con el  Campeonato Universal y cubrirlo con los restos de la mesa de comentarios.
  - Durante la lucha, The Usos y Heyman interfirieron a favor de Reigns, pero Heyman fue atacado por Lesnar.
  - Durante la lucha, Theory intentó canjear su maletín de Money in the Bank, pero fue atacado por Lesnar antes de que el árbitro diera la orden.
  - Durante la lucha, Lesnar destruyó el ring usando un tractor.